# Sherdog
Sherdog est un site web américain consacré aux arts martiaux mixtes (MMA), connu notamment pour sa base de données importante des palmarès de combattants et d'événements.
Créé en 1997 par le photographe Jeff Sherwood, surnommé « Sherdog », le site présente des nouvelles sur le monde du MMA, les palmarès des combattants, des articles sur les événements passés ou à venir, des interviews avec les pratiquants, un forum et des podcasts.
Il est considéré comme la base de données de référence des MMA, reconnue pour son exactitude et son exhaustivité, avec notamment son Sherdog's Fight Finder qui recense tous les combats de nombreux pratiquants, professionnels comme amateurs,.